# Poliïdos
Segons la mitologia grega, Poliïdos (en grec antic: Πολύϊδος), va ser un endeví corinti, fill de Cèran, del llinatge de Melamp. El seu nom vol dir 'el que hi veu molt' o 'el que sap molt'.
Es casà amb Euridamia, una neta d'Augias i filla de Fileu. Va tenir dos fills, Euquènor i Clitos, que van participar en l'expedició dels epígons i van acompanyar Agamèmnon a la guerra de Troia. Poliïdos havia predit a Euquènor que podia triar entre dos destins: morir a casa de malaltia o caure al camp de batalla, a Troia. Euquènor va triar el segon destí, i va morir a mans de Paris.
Entre altres fets, se li atribueix la fundació del temple de Dionís a Mègara i el guariment de la follia de Teutrant (rei de Mísia). Quan Teutrant va matar un senglar a la muntanya, que amb veu humana li implorava pietat, es va refugiar al santuari d'Àrtemis. Però la deessa el va tornar boig i li va encomanar una malaltia semblant a la lepra. Lisipe, la seva mare, amb l'ajuda de l'endeví Poliïdos, va calmar la còlera d'Àrtemis, i Teutrant va recuperar la salut. Se li atribuïa també la resurrecció de Glauc de Creta (fill de Minos), que s'havia ofegat en una tina de mel. Els curets van advertir Minos que només un home podria tornar la vida a Glauc, aquell que sabés descriure millor el color d'una vaca dels ramats del rei que canviava de tonalitat tres vegades al dia. Primer era blanca, cap al migdia passava a ser vermella i al vespre era absolutament negra. L'endemà repetia el canvi de colors. Minos va reunir els homes més savis de Creta i els demanà que descrivissin el color de la vaca màgica. Només un home, el corinti Poliïdos, fill de Cèran, va entendre l'oracle i va respondre que la vaca tenia el color de la móra. Aquest fruit primer és de color blanc, després es fa vermellós i al madurar és completament negre. Minos va considerar que Poliïdos havia resolt l'endevinalla i el tancà amb el cadàver, ordenant-li que tornés Glauc a la vida. Poliïdos va quedar astorat en veure que una serp entrava a la sala on estava i es dirigia cap el cadàver. Amb por que l'animal se'l mengés o el fes malbé, el va matar. Però va entrar una segona serp que quan va veure la seva companya morta marxà i tornà de seguida amb una herba a la boca, amb la que tocà la seva companya. La serp morta va ressuscitar, i Poliïdos va aconseguir l'herba amb la que va fregar Glauc, que va tornar a la vida. Va ser Poliïdos qui va donar a Bel·lerofont el consell d'anar a la font de Pirene a aconseguir el cavall Pegàs. També va advertir Ífit, el fill d'Èurit, que havia d'anar a Corint al costat d'Hèracles.